# Elymus calcicola
Elymus calcicola là một loài thực vật có hoa trong họ Hòa thảo. Loài này được (Keng) S.L.Chen mô tả khoa học đầu tiên năm 2006.